# Luo Guanzhong
Dans ce nom, le nom de famille, Luo, précède le nom personnel.
Pour les articles homonymes, voir Luo.
 (novembre 2014).
Si vous disposez d'ouvrages ou d'articles de référence ou si vous connaissez des sites web de qualité traitant du thème abordé ici, merci de compléter l'article en donnant les références utiles à sa vérifiabilité et en les liant à la section « Notes et références ».
Luo Guanzhong (chinois traditionnel : 羅貫中 ; chinois simplifié : 罗贯中 ; pinyin : Luó Guànzhōng), né vers 1330 et mort vers 1400, est un écrivain chinois de la fin de la dynastie Yuan et du début de la dynastie Ming, principalement connu pour être l'auteur du roman Les Trois Royaumes (三國演義, Sānguó yǎnyì), l'un des quatre grands romans classiques de la littérature chinoise. Cet ouvrage historique et romancé, achevé au XIVe siècle, retrace la période tumultueuse des Trois Royaumes (220-280), mêlant événements historiques, récits légendaires et considérations morales et politiques.
Peu d'éléments biographiques sont attestés avec certitude le concernant. Originaire vraisemblablement de Taiyuan, dans la province actuelle du Shanxi, il aurait vécu durant une période de profondes mutations politiques et sociales en Chine. Il est parfois associé à un autre écrivain de son époque, Shi Nai'an, avec qui il aurait collaboré sur des œuvres comme Au bord de l'eau (水浒传, Shǔi hǔ zhuàn), bien que cette attribution reste discutée.
Luo Guanzhong est reconnu pour avoir contribué à la formalisation du roman historique en langue vernaculaire chinoise. Son style mêle narration épique, dialogues vivants et recours à des maximes confucéennes, marquant une étape importante dans l'évolution de la littérature populaire en Chine. Son influence demeure majeure dans la culture chinoise, et ses œuvres ont été adaptées à de nombreuses reprises, notamment au théâtre, à la télévision et dans la bande dessinée.

## Biographie
Selon Jia Zhongming (賈仲明), auteur du recueil littéraire Luguibu et suite (錄鬼簿, 錄鬼簿續篇), qui dit l’avoir rencontré en 1364[réf. nécessaire], il serait originaire de Taiyuan, ce que confirmerait la découverte de documents généalogiques le concernant et d’un sceau personnel dans le xian de Qi[réf. nécessaire]. Cependant, des auteurs Ming lui ont attribué d’autres origines : xian de Dongping dans la préface d’une édition de l’ère Jiajing de l’Histoire des trois royaumes, Suzhou ou Hangzhou selon un Mémoire de voyage au Lac de l'Ouest (西湖遊覽志余) de Tian Rucheng (田汝成).
Hormis le témoignage de Jia Zhongming, les détails de sa biographie sont contradictoires et sans source sûre .
Fils d’un commerçant en soieries, il perd sa mère à 14 ans et abandonne ses études entamées à 7 ans auprès d’un professeur local pour suivre son père dans ses déplacements à Suzhou et Hangzhou[réf. nécessaire]. Comme il n'a pas de goût pour le commerce, son père le laisse reprendre ses études auprès de Zhao Baofeng (趙寶豐) à Cixi[réf. nécessaire]. 
En 1356, alors que le pouvoir du dernier empereur Yuan décline, il quitte son maitre pour rejoindre l’entourage du chef rebelle Zhang Shicheng (張士誠), mais quelques années après[Quand ?], déçu par son attitude, il décide de retourner à Taiyuan[réf. nécessaire]. C’est alors qu’il rencontre Jia Zhongming qui lui apprend la mort de son père[réf. nécessaire]. Il change alors de projet et se fixe dans les monts Heyang près de Zhangjiagang où il fait la connaissance de Shi Nai'an en train de composer Au bord de l'eau, qui lui donne l’idée de recourir à la littérature pour inspirer ses contemporains[réf. nécessaire].
En 1366, alors qu’il a quitté les monts Heyang pour se rendre sur la tombe de Zhao Baofeng, Shi Nai’an doit s'enfuir à cause des troubles accompagnant la chute des Yuan[réf. nécessaire]. Luo Guanzhong apprend plus tard[Quand ?] qu’il a été emprisonné sur ordre du premier empereur Ming qui considère son roman comme séditieux[réf. nécessaire]. Par l’intermédiaire de Liu Bowen (劉伯溫), il réussit à le faire libérer au bout d’un an[réf. nécessaire], mais Shi Nai’an meurt sur le chemin du retour et Luo Guanzhong hérite d’Au bord de l’eau[réf. nécessaire]. Il cherche d’abord à le faire publier à Jianyang, mais personne n’ose en prendre le risque[réf. nécessaire]. Luo Guanzhong se fixe alors à Hangzhou[réf. nécessaire] dans l’attente d’une occasion. C’est là qu’il édite ou complète Au bord de l’eau, retravaille l’Histoire des trois royaumes et rédige Sansuipingyaozhuan. Il y meurt de maladie[réf. nécessaire].

## Ouvragesqui lui sont attribués[réf.nécessaire]
- Histoire des trois royaumes
- Au bord de l'eau (édition ou collaboration)
- Pingyao Zhuan (平妖傳) Histoire fantastique en 20 chapitres ayant pour cadre une rébellion de la fin des Song ; l’ouvrage fut repris par Feng Menglong (馮夢龍) qui le développa en 40 chapitres[réf. nécessaire].
- Sansui Pingyao Zhuan (三遂平妖传), nouvelle version de l'ouvrage précédent.
- Can Tang Wudai Shi Yanzhuan (残唐五代史演義, Histoire romancée de la fin des Tang et des Cinq Dynasties) Chronique centrée autour de la rébellion de l’empereur Taizu des Liang postérieurs, allant de la fin des Tang à la période des Cinq Dynasties et des Dix Royaumes.
- Fenzhuang Lou (粉妝樓, Le pavillon des fards)
- Sui Tang Zhizhuan (隋唐志傳 Chronique des Sui et des Tang)
- Sui Tang Liangchao Zhizhuan (隋唐兩朝志傳, Chronique des dynasties Sui et Tang)